# Turdoides striata

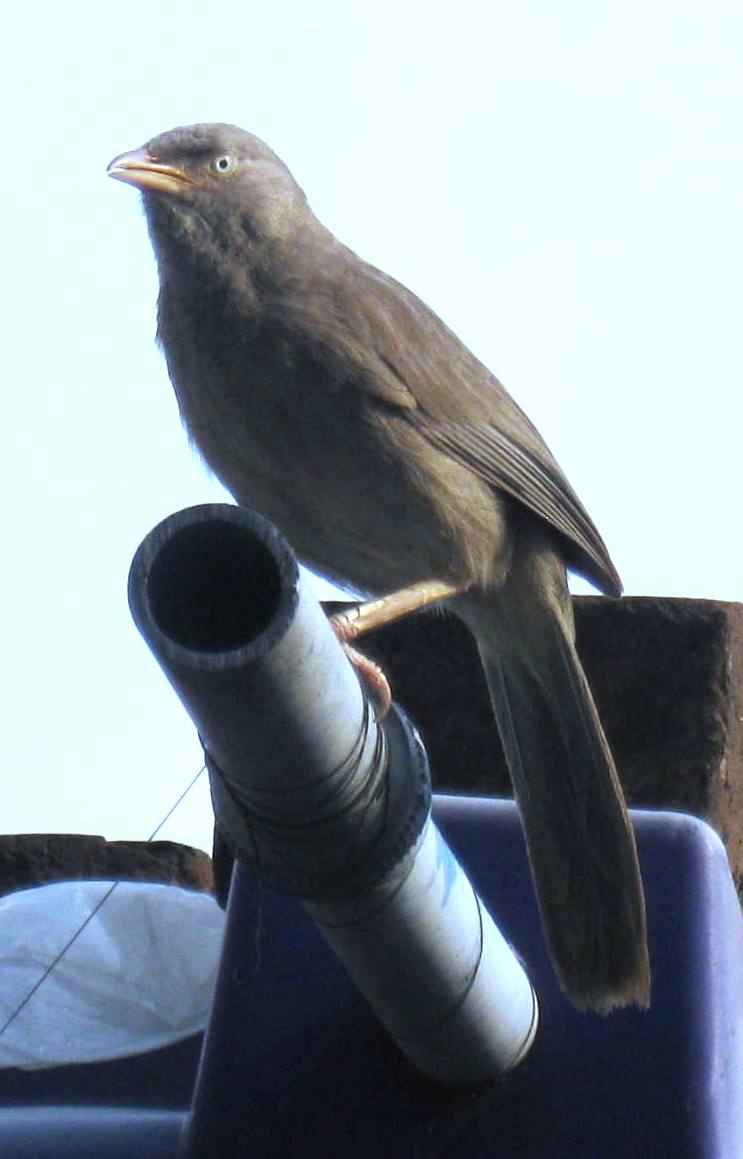
Espécimen adulto de la sp. orientalis en Kolkata, West Bengal, India

El turdoide matorralero (Turdoides striata)  es una especie de ave paseriforme de la familia Leiothrichidae nativa del subcontinente indio.
Son aves sociales que se alimentan en pequeños grupos de seis a diez aves, un hábito que les ha dado el nombre popular de las siete hermanas (Saath bhai en hindi) con cognados en otros idiomas regionales que significan siete hermanos.
El turdoide matorralero es un ave reproductivo residente común en la mayor parte del subcontinente indio y frecuentemente se observa en jardines dentro de las grandes ciudades, así como en las zonas boscosas. En el pasado, el turdoide cingalés, Turdoides rufescens, de Sri Lanka fue considerado como una subespecie de este turdoide, pero fue elevado a una especie.

## Descripción

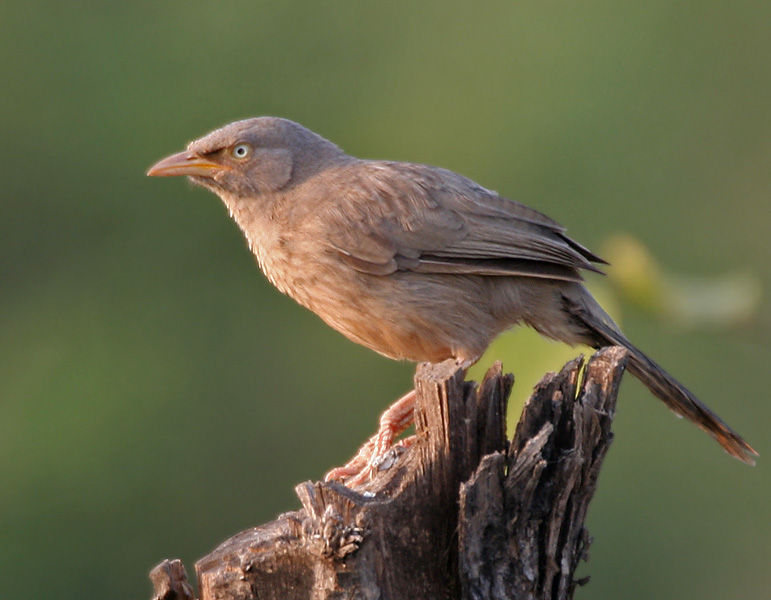
Espécimen adulto de la sp. orientalis en Kawal, Andhra Pradesh (India).

La especie habita en bosques y cultivos. Esta especies, como otros turdoides, es un ave no migratoria, porque tiene alas cortas redondeadas y un vuelo débil. Los sexos son idénticos, monótonamente coloreados de un gris parduzco con un pico amarillo haciéndolos confundibles únicamente con la especie endémica turdoide piquigualdo (Turdoides affinis) y la India peninsular y Sri Lanka. Las partes superiores son, por lo general, ligeramente más oscuras y tiene un poco de manchas en la garganta y el pecho. La especie T. s. somervillei en Maharashtra tiene una cola muy rojiza y plumas de vuelo primarias oscuras. El turdoide matorralero puede ser separado del turdoide piquigualdo por la parte loreal oscura entre el pico y la vista, así como la falta de un píleo más claro en contraste. Sin embargo, los llamados de las dos especies son distintos e inconfundibles. El turdoide matorralero tiene fuertes llamados nasales mientras que el turdoide piquigualdo lanza llamados más fuertes. Otro turdoide que también es muy similar puede encontrarse en áreas urbanas es el turdoide gris (Turdoides malcolmi), pero esta especie tiene una cola larga con distintivas plumas externas blancuzcas de la cola.
Vive en bandadas de siete a diez o más. Es un pájaro ruidoso, y su presencia de una bandada puede generalmente ser reconocida a cierta distancia por los fuertes llamados maullantes, parloteo continuo, chirriante y gorjeos producidos por sus miembros.

## Taxonomía y sistemática

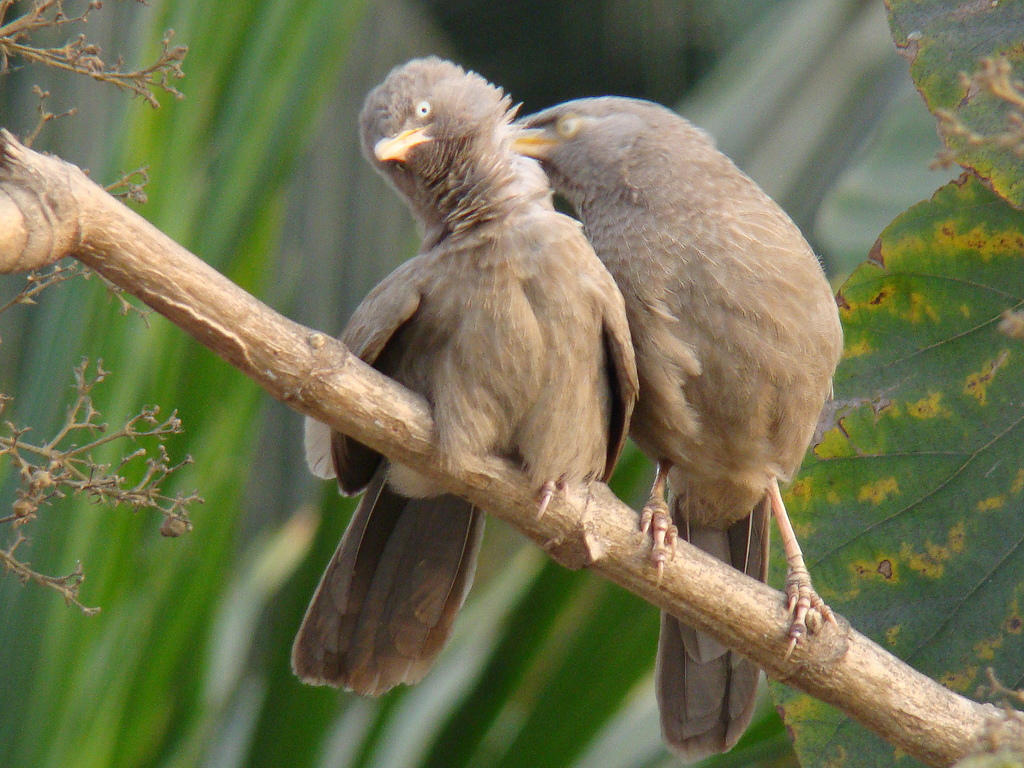
Subespecie nominal acicalándose en Calcuta.

La especie fue descrita en 1823 bajo el nombre de Cossyphus striatus y se basó en una muestra de la región de Bengala. Hay varias subespecies geográficamente aisladas que presentan diferencias en el color del plumaje. La anterior subespecie rufescens de Sri Lanka es considerada una especie independiente. Las subespecies ampliamente aceptadas incluyen:
- T. s. striata (Dumont de Sainte Croix, 1823) que se encuentra en gran parte del norte de la India hasta el sur de las faldas del Himalaya se extienden a Bután, Assam, Uttar Pradesh, Himachal Pradesh y el noreste de Andhra Pradesh. Se dice que la subespecie en partes de Orissa, T. s. orissae, más rojiza en la parte superior,[6] es subsumida generalmente en esta;
- T. s. sindiana (Ticehurst, 1920) es una subespecie desértica más pálida que se encuentra en las llanuras del Indo de Pakistán y se extiende en Rayastán y el Rann de Kutch en la India;
- T. s. somervillei (Sykes, 1832) se encuentra en los Ghats occidentales del norte al sur del Goa Gap;
- T. s. malabarica (Jerdon, 1845) se encuentra en los Ghats occidentales del sur; y,
- T. s. orientalis (Jerdon, 1845) se encuentra en la India peninsular al este de los Ghats occidentales.

La literatura más antigua puede ser confusa debido a algún uso incorrecto, como Whistler (1944, Spolia Zeylanica, 23:131), quien usó el nombre affinis (que podría ser confundido con Turdoides affinis cuando intentaban indicar la subespecies de striatus se encuentra en la India peninsular.

## Comportamiento y ecología
Estas aves son amistosas y muy social. Ocasionalmente forman el núcleo de una bandada mixta de especies para alimentarse. Se alimentan principalmente de insectos, pero también comen granos, néctar y bayas. Los grupos mantienen territorios y se defienden contra los vecinos, pero en ocasiones los toleran. Por su tamaño, viven mucho tiempo y se ha observado que llegan vivir hasta 16.5 años en cautiverio.
Cuando se alimentan, algunas aves ocupan una posición ventajosa y actúan como centinelas. Son conocidos por reunirse en grupo contra posibles depredadores como las serpientes.
Las aves jóvenes tienen un iris oscuro. Las aves maduras tienen un color cremoso pálido y se ha encontrado que el iris tiene un epitelio oscuro que lo vuelve invisible cuando las fibras musculares desarrollan el iris y hacen invisibles los colores oscuros basales y luego lo hace aparecer color crema.
Se reproducen durante todo el año; se ha observado el punto cumbre en el norte de la India entre marzo y abril y de julio a septiembre. Las aves son capaces de reproducirse después de su tercer año. El nido es construido a mitad en un árbol, oculto en densas capas de follaje. El nidada normal es de tres o cuatro (pero puede ser hasta siete) huevos azules verdosos oscuros. En el norte de la India, las aves que se reproducen durante junio a septiembre tienden a ser parasitadas por el críalo blanquinegro (Clamator jacobinus) y en algunas ocasiones por el cuco chikra (Hierococcyx varius). Los ayudantes del nido asisten a los padres en la alimentación de los polluelos. Tienen una supervivencia incipiente es muy alta.
Las aves abandonan el nido y las hembras tienden a abandonar su grupo natal después de unos dos años. Frecuentemente las aves dentro de un grupo se entregan al acicalado social, juegan a persecuciones y simulan peleas. Cuando se ven amenazados por los depredadores, que se ha dicho que también pueden aparentar la muerte.

## En la cultura popular
Estas aves son muy comunes de pueblos y ciudades —en particular en el norte de la India— y son muy conocidos por su costumbre de desplazarse en grupos, lo que les confirió el nombre local de Sat Bhai, que literalmente significa «siete hermanos», pero al traducirlo al inglés de la India significa «siete hermanas». Los visitantes a ese país eran propensos a observar estas aves ruidosas y activas, y Frank Finn reportó un incidente durante la época colonial en la India:

Some years back, a new Viceroy was being shown the wonders of his temporary kingdom, and among these the Taj at Agra held, of course, an important place. Arrived before the glorious monument of Eastern love and pride, the artless Aide-de-Camp was mute; the gilded staff were still as Kipling says, in anxious expectation of the comment of His Excellency. But this, alas when it came was merely the remark: "What are those funny little birds ? The shock must have been the greater for the fact that the mean fowls thus honoured were it seems, of that singularly disreputable species which is commonly known in India as the "Seven Sisters" or "Seven Brothers," or by the Hindustani equivalent of sat-bhai."
Hace algunos años, un nuevo virrey exhibiendo las maravillas de su reino temporal, y entre estos el Taj Mahal en Agra, y lo celebró —por supuesto— en un lugar importante. Al llegar ante el glorioso monumento de amor y orgullo occidental, el ingenuo aide-de-camp quedó mudo; el dorado personal seguían,como dijo Kipling, a la ansiosa espera del comentario del Excelentísimo Señor. Por desgracia, cuando llegó el mencionado comentario no era más que un: «¿Qué son aquellos pequeños pájaros divertidos? La sorpresa debió haber sido mayor por el hecho de que esas aves promedio al parecer eran honradas por ser esa especie singular de mala reputación que comúnmente se conocen en India como las “siete hermanas” o “siete hermanos”, o por el equivalente indostánico de sat-bhai.».